# Linie (powiat świebodziński)
Linie (niem. Leinert See, Małe Jeziorko) – jezioro w Polsce, położone na zachód od miejscowości Łagów w województwie lubuskim, w powiecie świebodzińskim, w gminie Łagów o powierzchni ok. 1,4 ha. Jest jednym z dwóch zbiorników, przez które przepływa rzeka Pliszka w swym początkowym biegu.